# Astroboa nuda
Gorgonocéphale géante
Espèce
Synonymes
- Astrophyton nudum Lyman, 1874
- Astroraphis nudum Lyman, 1874
- Astrophyton elegans Koehler, 1905
- Astroboa nigra Döderlein, 1911

Astroboa nuda, la Gorgonocéphale géante, est une espèce d'ophiures Gorgonocéphales (phylum des Échinodermes).
Ses longs bras (jusqu'à 1 m d'envergure) sont très ramifiés. Cette espèce habite les pentes récifales exposées au courant dans le bassin Indo-Pacifique, essentiellement le Pacifique ouest. Pendant la journée, elle se replie en boule serrée, et déploie ses bras à la nuit tombée pour former une sorte de filet afin de se nourrir de plancton.

## Description
Cette espèce est une gorgonocéphale typique, avec cinq bras qui se ramifient abondamment. Les bras peuvent être de longueurs inégales, à la fois au sein d'un même individu et entre les individus. Les bras plus courts les aident à s'attacher à un substrat et peuvent également aider à transporter la nourriture des bras plus longs, qui attrapent les proies, jusqu'à la bouche.
A. nuda possède un système digestif simple, composé d'un œsophage relié à un estomac en forme de sac. Il n'y a ni anus ni intestins. La bouche se trouve sur la face inférieure du corps. Les déchets par la digestion se présentent sous la forme d'ammoniac qui est éliminé par diffusion.
Le spécimen type d’Astroboa nuda a été décrit en 1874 sous le nom Astrophyton nudum, à partir d'un spécimen collecté aux Philippines par Semper. Le spécimen a été décrit comme n'ayant « aucune écaille tentaculaire sur les pores. Le disque et les bras sont assez lisses ; ces derniers sont entourés de lignes pâles qui, agrandies, se révèlent être des rangées de minuscules papilles coniques. Un grand madrépore". L'espèce possède des bras lisses, dépourvus d'épines ou de granules ; en y regardant de plus près, un réseau de lignes croisées est visible. Chaque articulation des bras est marquée par une crête de papilles, constituées de crochets qui deviennent plus annulaires plus haut sur le bras, « encerclant le bras sur une seule rangée » sur la partie la plus distale des bras. Le disque est « essentiellement nu » ou sans ornement, ce qui peut être la raison du nom de cette espèce, bien que cela n'ait pas été directement indiqué. Les « papilles buccales », les dents et les « papilles dentaires » ont une forme spiniforme uniforme, dont trois « représentant des dents » sont plus longues que les autres. Le madrépore se trouve à « l'angle intérieur » de l'espace interbrachial, près de la délimitation de la surface supérieure et inférieure de l'animal. La couleur de ce spécimen s'éclaircit aux extrémités, devenant brun jaunâtre après un certain temps dans l'alcool. Il est étiqueté avec le numéro de spécimen MCZ OPH-2911.
Les spécimens de A. nuda vivants sont généralement de couleur violet foncé, noir ou brun foncé, mais peuvent parfois être jaune pâle voire blancs dans le Pacifique. En règle générale, les A. nuda clairs ont tendance à être plus grands. Il n’a pas été démontré que cette variation de couleur et de taille provoque des différences de comportement.

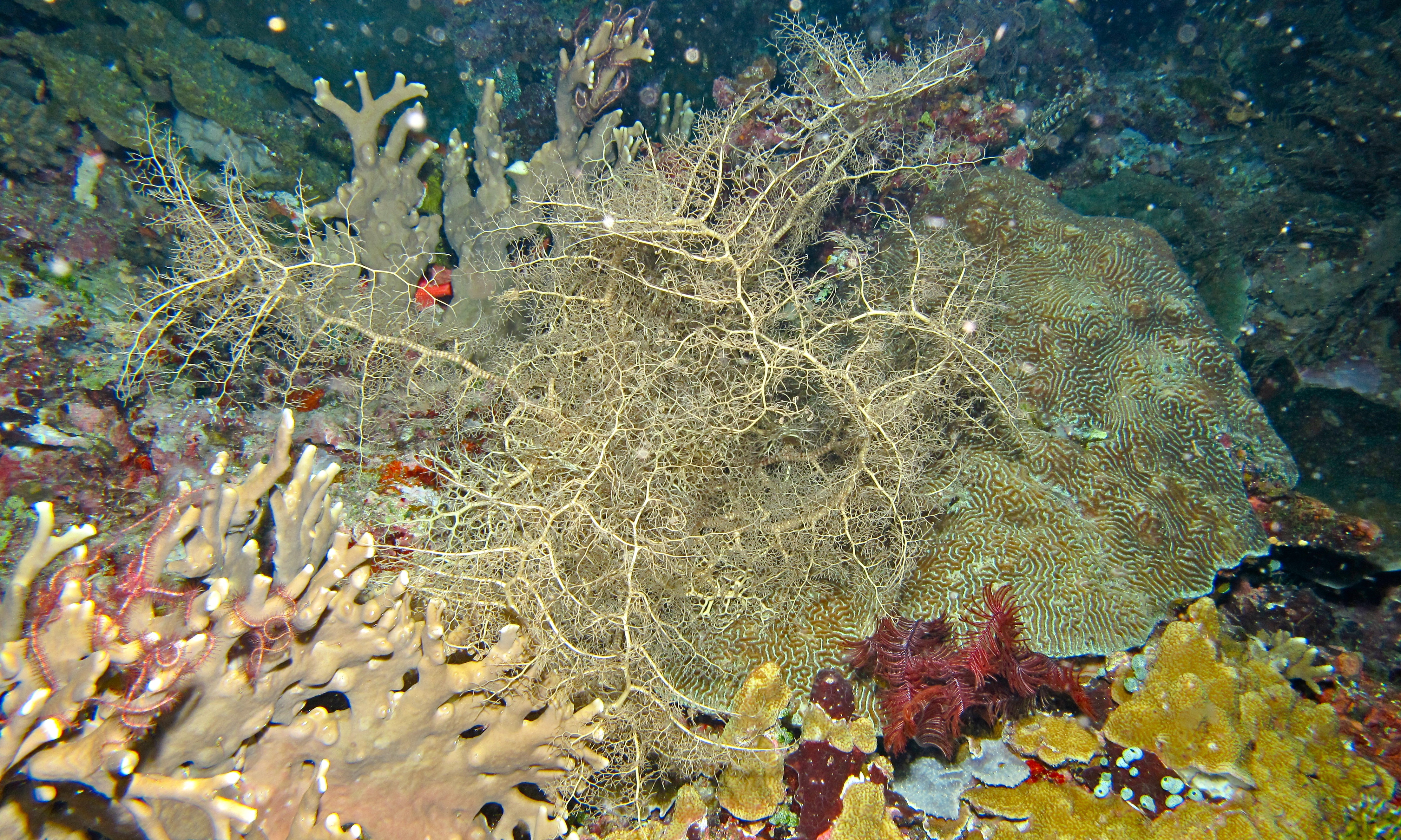
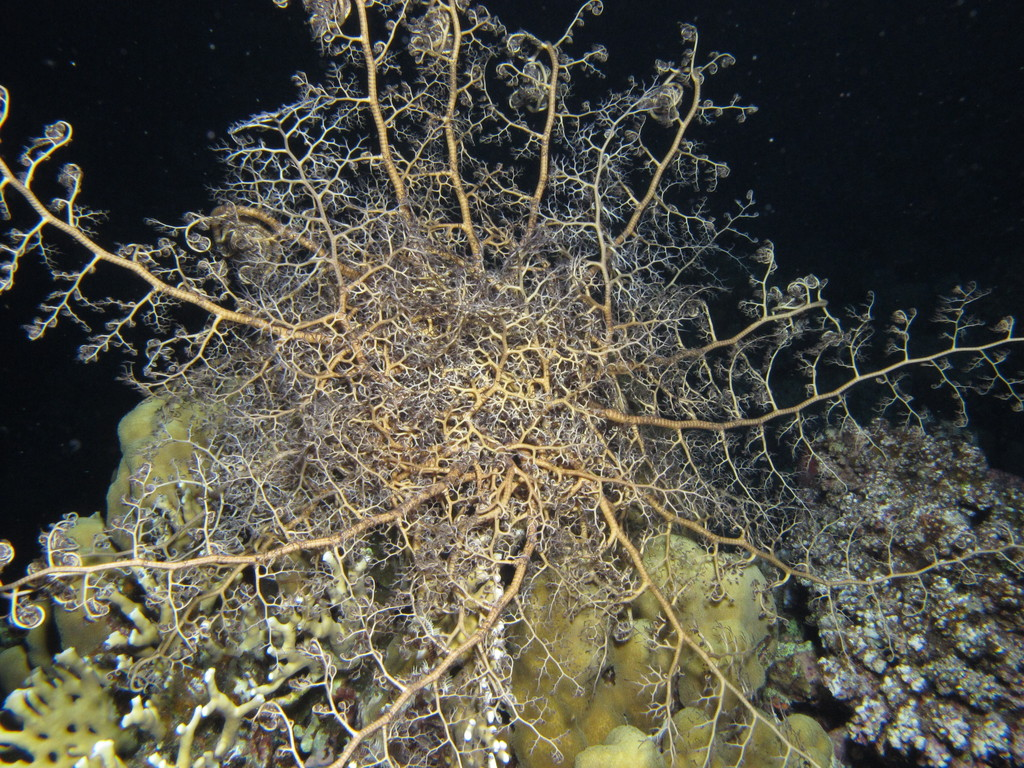
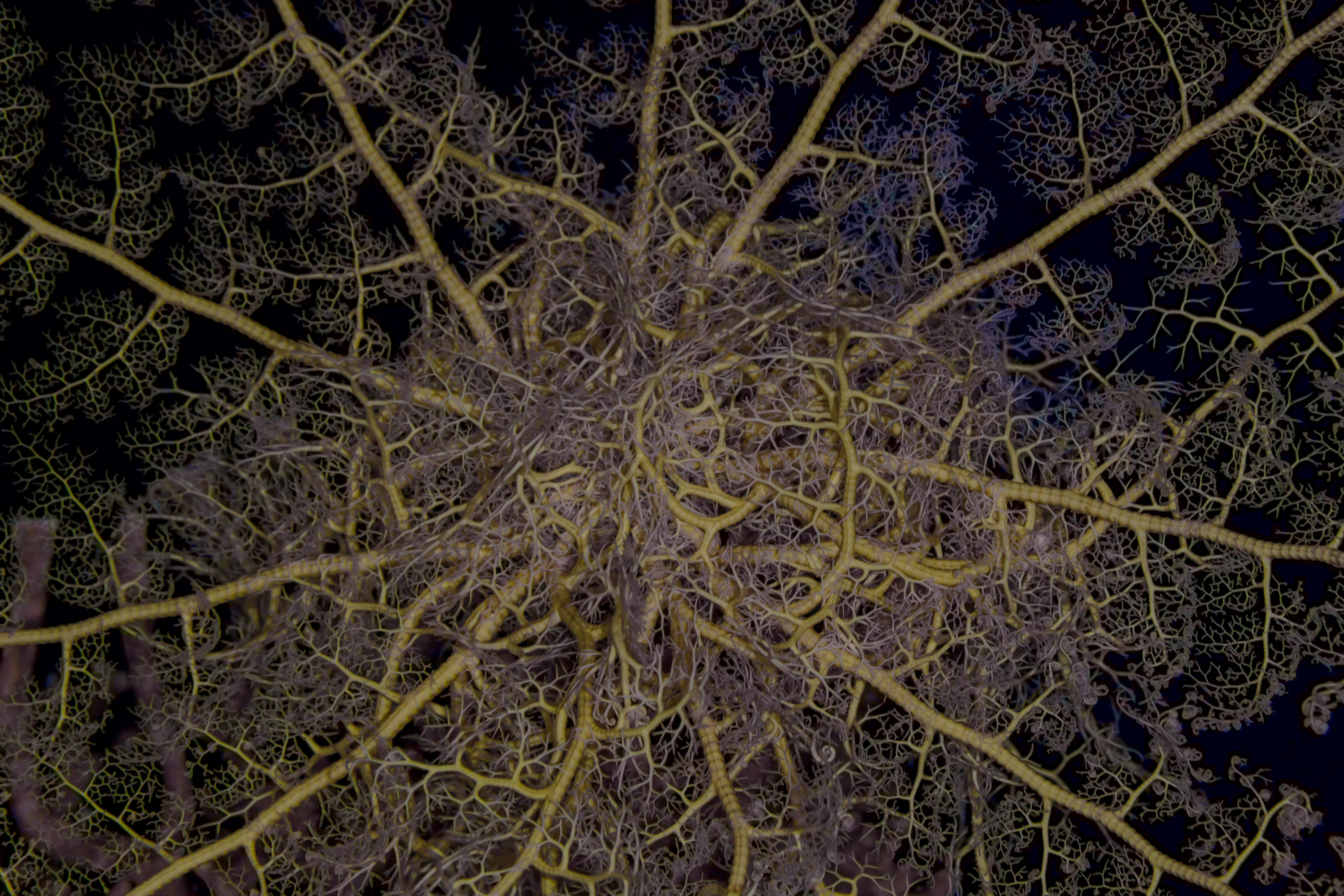
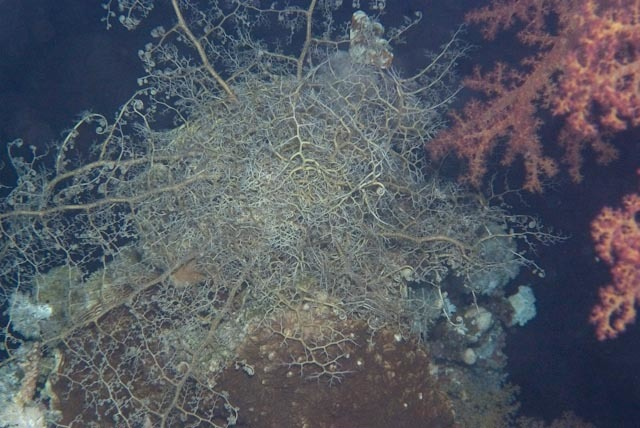
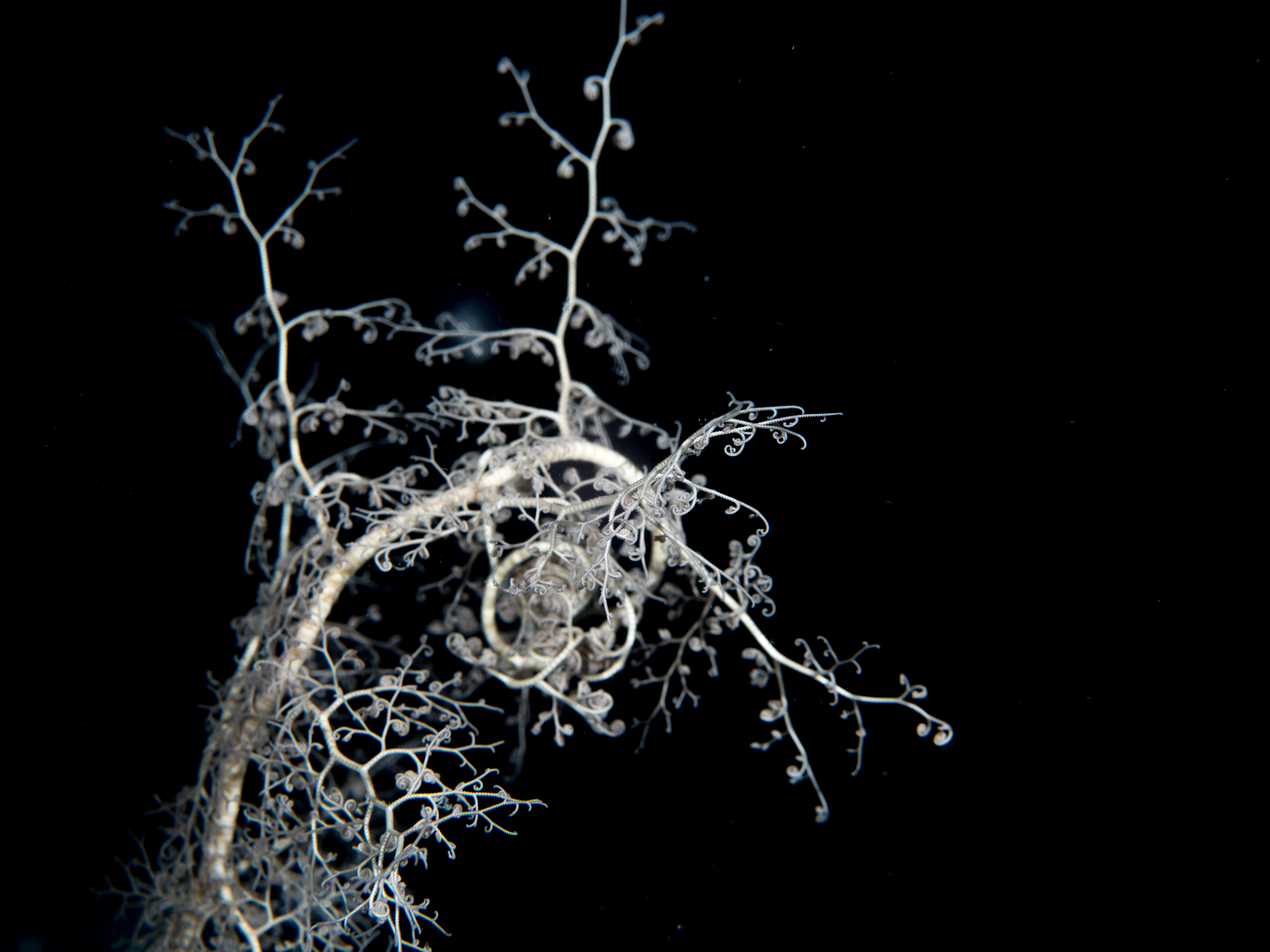
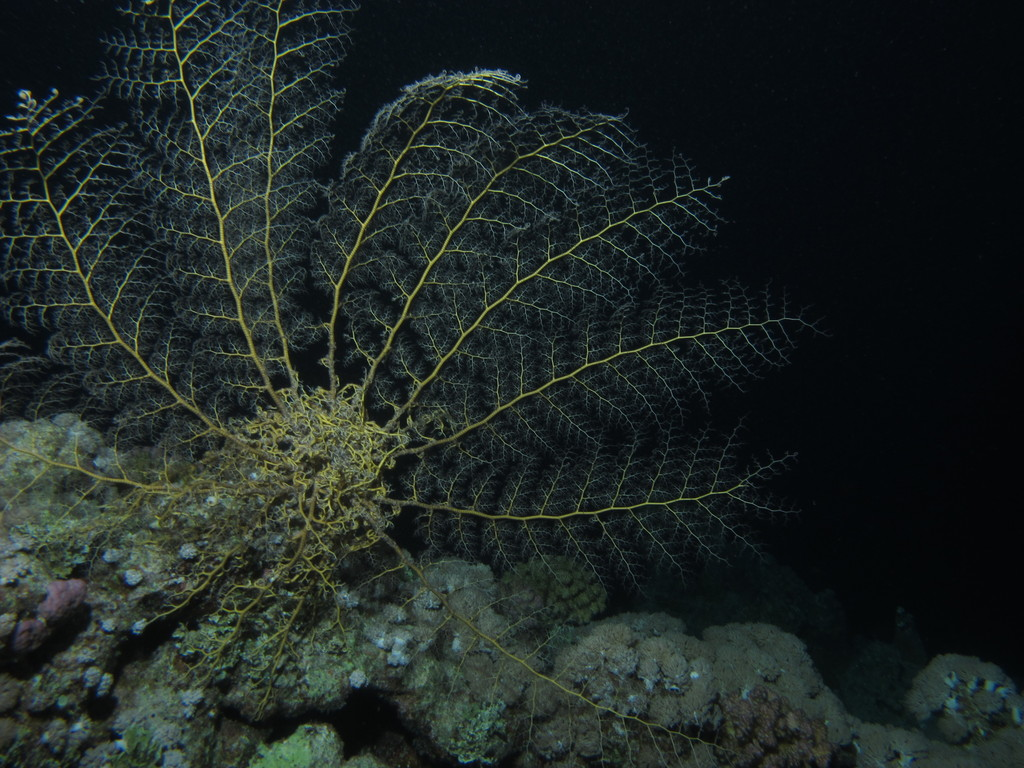

## Habitat et répartition
Astroboa nuda se rencontre dans les mers tropicales du bassin Indo-Pacifique, essentiellement dans le Pacifique ouest mais apparemment signalée jusque dans le golfe d'Aqaba (mer Rouge), jusqu'au sud de Madagascar, du Mozambique et de l'Afrique du Sud, et vers l'est jusqu'aux mers autour de l'Indonésie, des Philippines, de la côte nord de l'Australie, de la Nouvelle-Calédonie et du Vanuatu.
Comme les autres gorgonocéphales, ces animaux sont benthiques, on les trouve généralement sur le fond marin à des profondeurs supérieures à vingt mètres.

## Écologie

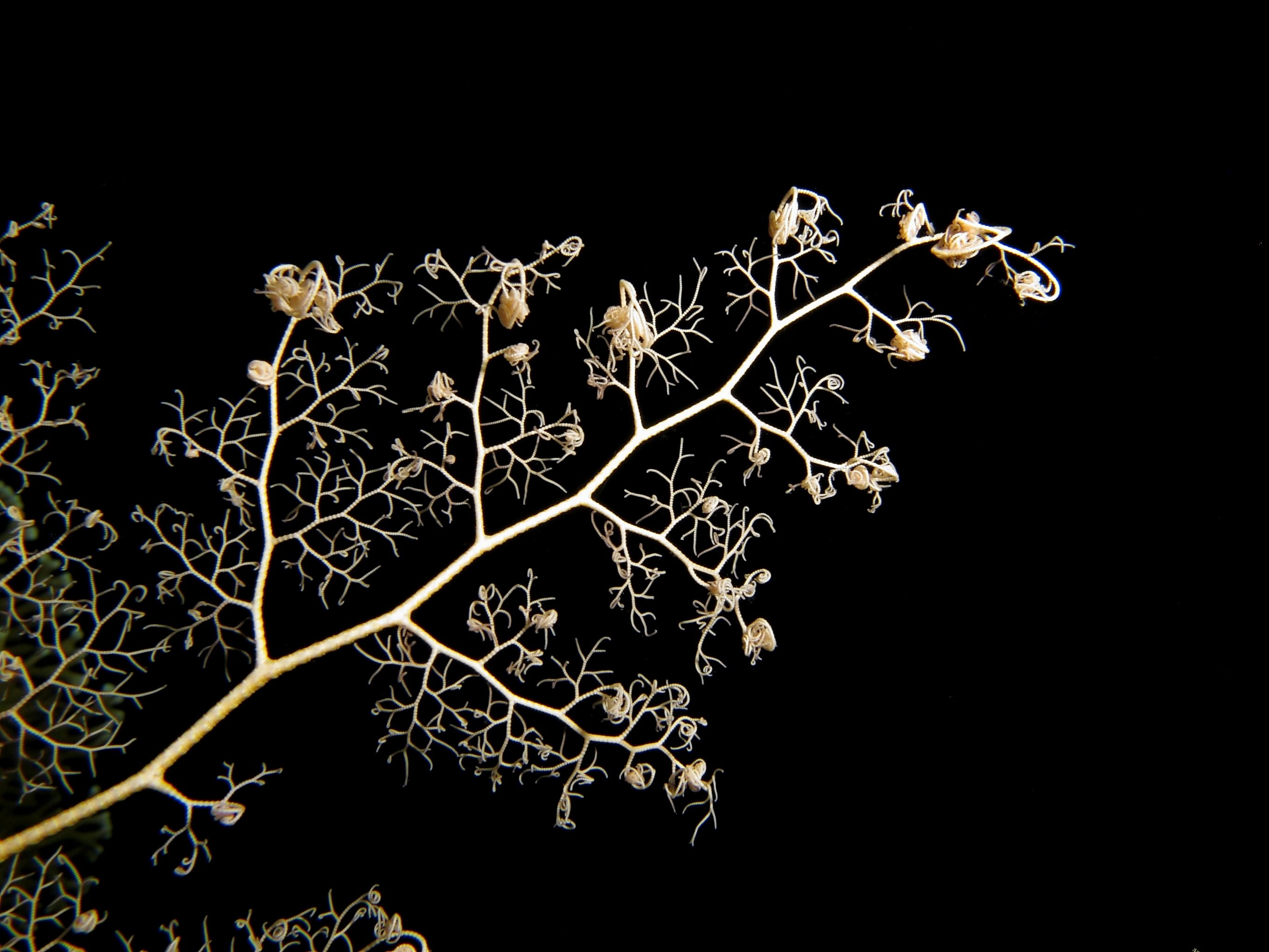
Bras ramifiés d’Astroboa nuda (mer Rouge, Égypte).

Astroboa nuda est un filtreur et se nourrit généralement de plancton, comme les larves de décapodes et de copépodes, ainsi que de poissons. Généralement, en raison de leur sensibilité à la lumière, A. nuda se cache dans des abris à proximité pendant la journée, mais se déploie la nuit pour se nourrir ; une torche électrique puissante peut induire une retraite similaire vers un abri. Ils se nourrissent environ deux heures après le coucher du Soleil, jusqu'à environ une heure avant le lever du Soleil. Ils reviennent généralement au même endroit chaque nuit et sont actifs pendant toutes les saisons de l'année. Ils préfèrent les eaux calmes et légèrement agitées. Si la zone est fortement perturbée provoquant un courant irrégulier, ils restent généralement à l'abri derrière des colonies de corail ou d'autres sections du récif.
Les ophiures se reproduisent généralement de manière sexuée, bien qu'une reproduction asexuée par fission puisse également se produire. Il y a chez cette espèce des mâles et femelles distinctes, qui libèrent du sperme et des œufs dans l'eau. Les spermatozoïdes et les œufs se rejoignent ensuite et les larves se développent dans l'eau ; ce processus est connu sous le nom de ponte à la volée. Astroboa nuda a été observé au large de l'Égypte diffusant sa ponte cinq à six jours avant la pleine lune, se reproduisant en synchronie avec Tectus dentatus, Leiaster cf. leachi, Mithrodia clavigera, Pearsonothuria graefei et Tridacna maxima.
Les gorgonocéphales ont généralement très peu de prédateurs, car elles ont une faible valeur nutritionnelle, mais sont la proie de certains poissons omnivores. Elles peuvent casser une partie ou la totalité d'un de leurs bras pour survivre à une attaque, et ces bras se régénéreront. Cette espèce est parfois aussi capturée par les humains dans le cadre de prises accessoires lors de la pêche commerciale.

### Symbioses
Les poissons cardinaux du genre Apogon peuvent s'abriter parmi les bras d’Astroboa nuda, se nourrissant apparemment de la nourriture capturée par l'hôte. A. nuda sert également d’hôte à de grandes populations de copépodes. Ces copépodes, des espèces Doridicola connexus (Lichomolgidae) et Collocherides singularis (Asterocheridae) vivent dans l'estomac des gorgonocéphales. De plus, C. singularis, C. astroboae, D. connexus et D. micropus vivent également comme ectoparasites.

## Systématique
Le nom valide complet (avec auteur) de ce taxon est Astroboa nuda (Lyman (d), 1874).
L'espèce a été initialement classée dans le genre Astrophyton sous le protonyme Astrophyton nudum Lyman, 1874,.
Astroboa nuda a pour synonymes :
- Astroboa nigra Döderlein, 1911
- Astrophyton elegans Koehler, 1905
- Astrophyton nudum Lyman, 1874
- Astroraphis nudum (Lyman, 1874)

## Publication originale
- (en) Theodore Lyman, « Ophiuridae and Astrophytidae: new and old », Bulletin of the Museum of Comparative Zoölogy at Harvard College, Cambridge, vol. 3, no 10,‎ 1874, p. 221-272 (ISSN 0027-4100, e-ISSN 1938-2987, lire en ligne, consulté le 31 décembre 2024).